# بالبوئنا د پیسوئرگا
بالبوئنا د پیسوئرگا (به اسپانیایی: Valbuena de Pisuerga) یک شهرستان در اسپانیا است که در استان پالنسیا واقع شده‌است.

## خصوصیات
بالبوئنا د پیسوئرگا ۲۸ کیلومترمربع مساحت و ۶۸ نفر جمعیت دارد.